# Чемпионат Израиля по русским шашкам среди мужчин 2012
Чемпионат Израиля по русским шашкам среди мужчин 2012 прошёл в Хайфе 2—23 июня.
Организован Израильской федерацией шашек. В финальном турнире приняли участие 10 спортсменов, сыгравших  по  круговой системе.

## Результаты
| Место | Участник             | Очки | Побед |
| ----- | -------------------- | ---- | ----- |
| 1     | Константин Савченко  | 14   | 5     |
| 2     | Дмитрий Ганопольский | 13   | 5     |
| 3     | Виктор Чечиков       | 12   | 4     |
| 4     | Залман Явельберг     | 12   | 5     |
| 5     | Алекс Шварцман       | 10   | 4     |
|       | Б. Капельянчков      | 10   | 3     |
| 7     | Илья Померанец       | 9    | 4     |
| 8     | Елена Соркина        | 5    | 2     |
| 9     | В. Четверчков        | 4    | 1     |
| 10    | Павел Пахманов       | 1    | 0     |